# Erkki Penttilä
Erkki Penttilä (14 giugno 1932 – 19 aprile 2005) è stato un lottatore finlandese, specializzato nella lotta libera.

## Palmarès

### Olimpiadi
- Bronzo a Melbourne 1956 nei pesi piuma.